# Evangelische Kirche (Dieburg)

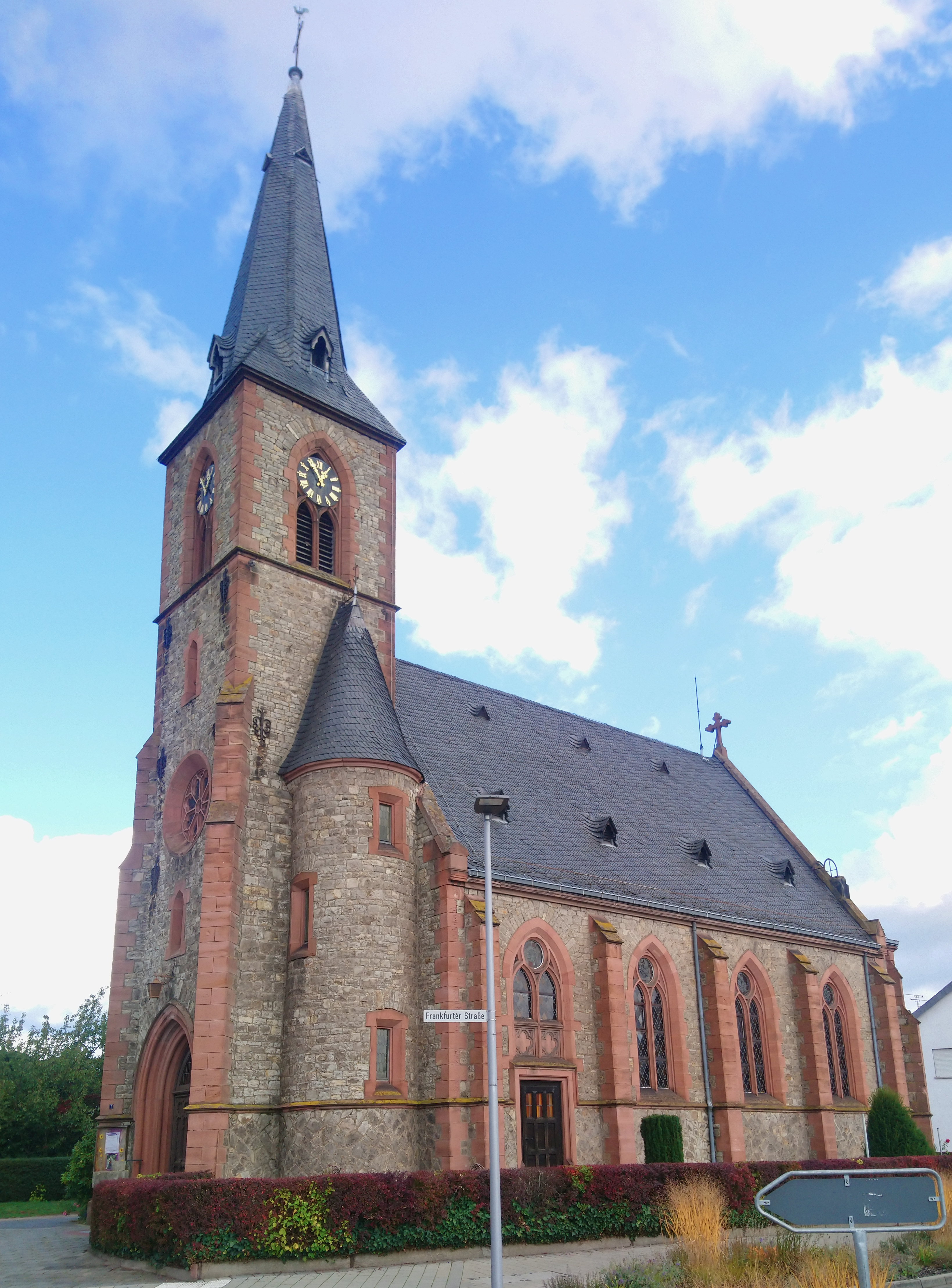
Evangelische Kirche (Dieburg)

Die Evangelische Kirche Dieburg ist ein denkmalgeschütztes Kirchengebäude, das in Dieburg steht, einer Stadt im Landkreis Darmstadt-Dieburg (Hessen). Die Kirchengemeinde gehört zum Dekanat Vorderer Odenwald in der Propstei Starkenburg der Evangelischen Kirche in Hessen und Nassau.

## Beschreibung
Die neugotische Saalkirche wurde 1888/1889 nach einem Entwurf von Reinhard Klingelhöffer gebaut. Das mit Strebepfeilern gestützte Kirchenschiff hat vier Joche. Der eingezogene Chor im Osten hat einen dreiseitigen Schluss. In der südwestlichen Ecke von Kirchturm und Kirchenschiff befindet sich ein Treppenturm. Das oberste Geschoss des mit einem achtseitigen, spitzen Helm bedeckten Kirchturms beherbergt die Turmuhr und den Glockenstuhl. 
Der Innenraum des Kirchenschiffs ist mit einem Tonnengewölbe überspannt, das als Kassettendecke bemalt ist.